# Yasmina Ouegnin
Frédérique Lucienne Yasmina Ouégnin, née le 8 juin 1979 à Boulogne-Billancourt (France) est une femme politique ivoirienne, fondatrice et directrice de société de courtage. Militante du Parti démocratique de Côte d'Ivoire – Rassemblement démocratique africain, elle est élue député de la circonscription de Cocody en décembre 2011 sous la bannière dudit parti à l'âge de 32 ans, faisant d'elle la plus jeune député de l'Assemblée nationale de Côte d'Ivoire. En décembre 2016, Yasmina Ouegnin se présente aux élections législatives en candidate indépendante dans la même commune de Cocody où elle est réélue.
Elle est une des initiatrices de Vox populi, un nouveau groupe parlementaire.

## Biographie

### Origine et études
Yasmina Ouegnin est née le 8 juin 1979, à Boulogne-Billancourt, en France. Elle est la fille de Jacqueline Biley et de l'ambassadeur Georges Ouégnin, ancien directeur du protocole d’État de la République de Côte d'Ivoire durant 41 années sous la présidence de Félix Houphouët-Boigny dont elle est la filleule. Yasmina Ouégnin est la benjamine d’une famille de cinq enfants,.
Elle effectue des études supérieures en assurance (HEA) de 1998 à 2001, à l'École supérieure de commerce et d'administration des entreprises (ESCAE) au sein de l'Institut national polytechnique Félix Houphouët-Boigny (INP-HB),.
De 2003 à 2004, Yasmina Ouégnin suit un master en gestion des risques à l'Institut de management des risques (IMR) de l’École supérieure de commerce de Bordeaux (KEDGE Business School) .

### Carrière professionnelle
Après plusieurs années d’exercice professionnel dans le milieu des assurances à l’étranger, Yasmina Ouégnin fonde en 2005, sa société de courtage en assurance, AVEDIS, dont elle est la directrice.
Elle a travaillé, au sein de plusieurs entreprises dans le domaine de l'assurance et de l'immobilier.
Elle devient chargée de la communication et des relations extérieures de l’Association nationale des courtiers d’assurances et de réassurances de Côte d’Ivoire (ANCARCI) de 2011 à 2014,.
Elle se voit également confier le secrétariat général de l'ANCARCI de 2011 à 2014,.

### Vie politique
Ouégnin est militante du Parti démocratique de Côte d'Ivoire – Rassemblement démocratique africain (PDCI). Elle est élue député pour la première fois en 2011 dans la circonscription de Cocody. À 32 ans, elle est la plus jeune députée de la mandature,.
À la suite de ce premier mandat sous la bannière du PDCI, elle est réélue en 2016 en tant qu'indépendante,,.
En 2016, elle vote contre le projet de loi qui fait entrer la Côte d'Ivoire dans la troisième république.
En 2017, elle participe à la création du groupe parlementaire Vox Populi aux côtés d'autres élus indépendants,,.

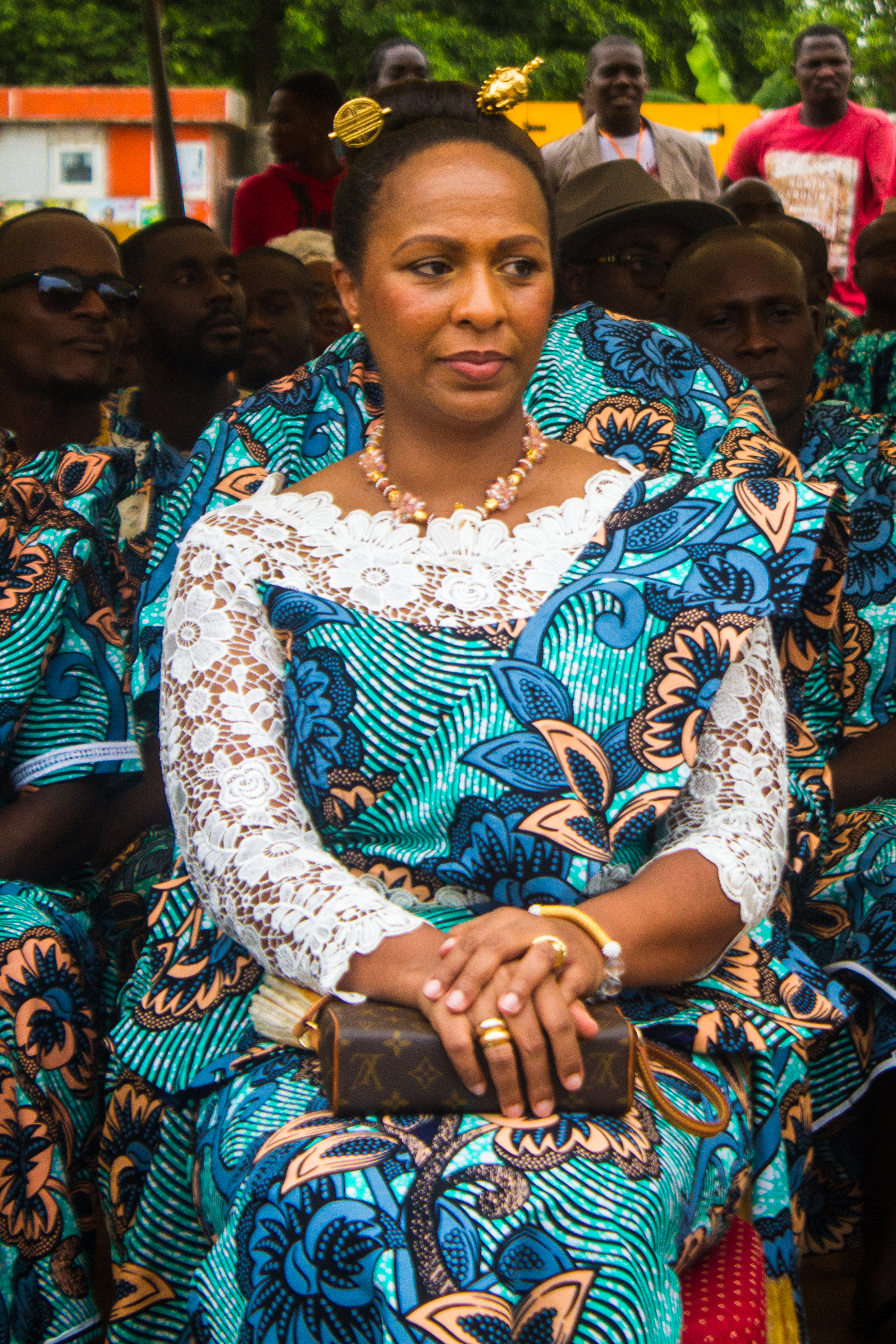
Yasmina Ouegnin, à l'occasion de la cérémonie d'intronisation du chef du village d'Anono

Le 28 juillet 2022, Yasmina Ouégnin dépose sa candidature au comité de gestion et de suivi des élections du PDCI en vue du soutien du parti pour candidater à l'élection municipale de 2023 dans la commune de Cocody.
Le 17 avril 2023, elle dépose une proposition de loi visant à limiter les transactions occultes liées aux activités de financement des partis politiques,,.
En mai 2023, le PDCI investit Jean-Marc Yacé, maire sortant et oncle de Yasmina Ouégnin au détriment de cette dernière pour l'élection municipale de 2023. Yasmina Ouegnin maintient sa candidature mais est battue et Yacé réélu.

### Actions caritatives
Yasmina Ouégnin s'implique dans des actions caritatives et sociales. C’est le cas de son action pendant les inondations en Côte d’ivoire en mai 2017.
Elle  accorde aussi un intéresse à la  cause des enfants, car pour elle tous les concitoyens devraient aider les enfants à avoir de bons repères et de bonnes assurances leur permettant de grandir dans de bonnes conditions.
Elle  est aussi s'engage dans la lutte contre la précarité menstruelle et les violences faites aux femmes, notamment les violences sexuelles,. Par ses actions caritatives, Yasmina Ouégnin essaie de drainer du monde en vue d'améliorer certaines dérives de la société .